# Douglas Skystreak
O Douglas Skystreak (D-558-1 ou D-558-I) foi um jato produzido pela Douglas Aircraft Company para a Marinha dos Estados Unidos em conjunto com a NACA.

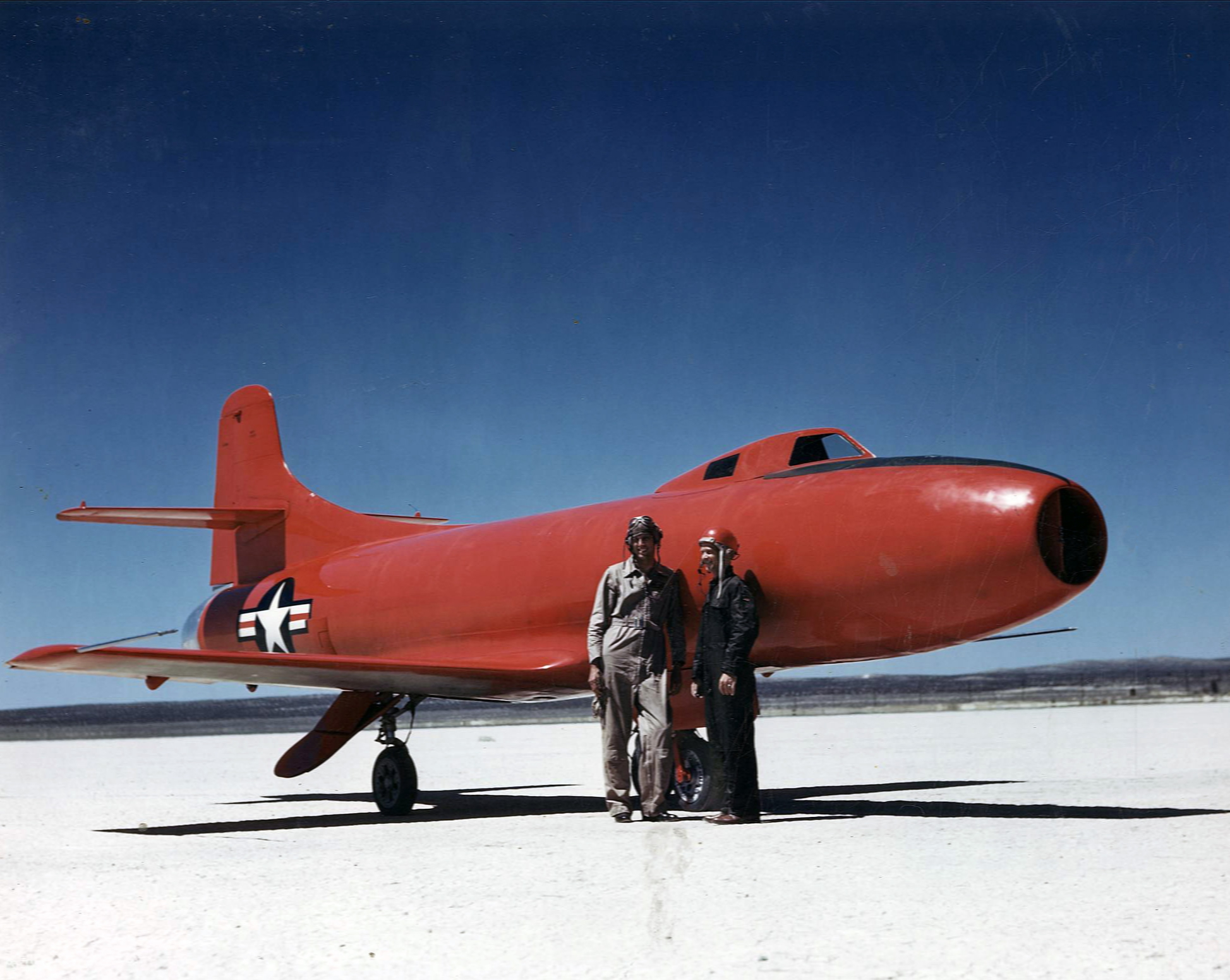
Os pilotos Marion Eugene Carl e Turner Caldwell com o D-558-1 em Muroc, 1947.
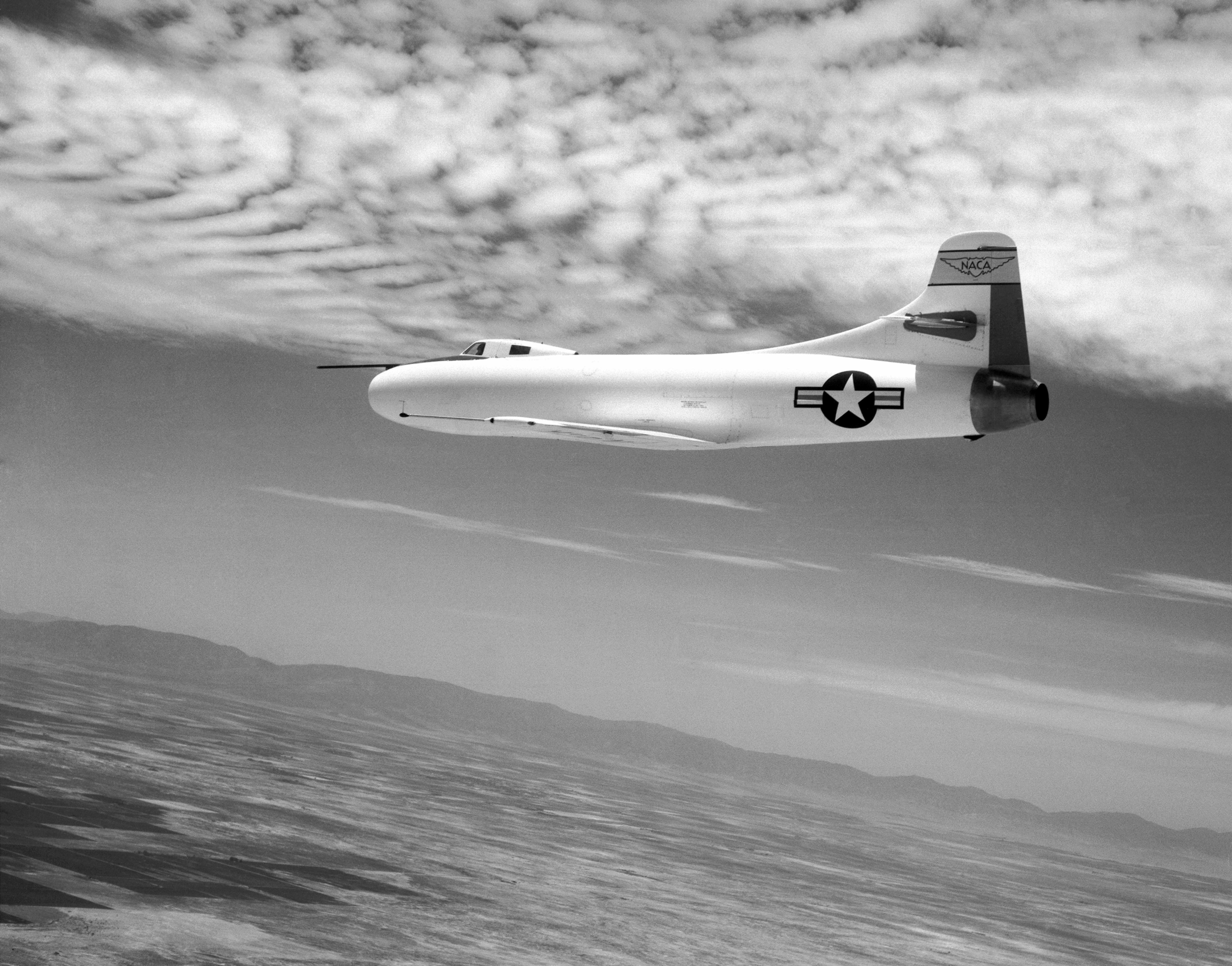
D-558-1 em voo.